# Вальфлориана
Вальфлориана (итал. Valfloriana) — коммуна в Италии, располагается в области Трентино-Альто-Адидже, в провинции Тренто.
Население составляет 458 человек (2021 г.), плотность населения составляет 13 чел./км². Занимает площадь 39 км². Почтовый индекс — 38040. Телефонный код — 0462.
Покровителем коммуны почитается святой Флориан Лорхский, празднование 4 мая.

## Население
Динамика населения:

## Администрация коммуны
- Официальный сайт: